# Batalla de Telamó
La batalla de Telamó va ser un enfrontament entre la República Romana i una aliança de gals l'any 225 aC. Els romans, dirigits pels cònsols Gai Atili Règul i Luci Emili Pap, van derrotar els gals.

## Antecedents

### Mobilització
Roma havia estat en pau amb les tribus de la Gàl·lia Cisalpina durant molts anys. De fet, quan una força de gals transalpins havien creuat els Alps a Itàlia l'any 230 aC, van ser els Bois de la Gàl·lia Cisalpina que els havien repel·lit. Els romans havien enviat un exèrcit, però van trobar que no era necessari. Però quan els romans van dividir el territori del Picè que anteriorment era dels gals, l'any 234 aC, van crear ressentiment entre els seus veïns, els bois i els ínsubres.
L'any 225 aC, els bois i els ínsubres van pagar grans sumes de diners als Gesats, els mercenaris de la Gàl·lia transalpina dirigits per Aneroëstes i Concolitanus, per ajudar-los en la lluita contra Roma. Els romans, alarmats per aquesta mobilització cèltica, van fer un tractat amb el general Hasdrúbal per donar-li el control sense restriccions de la Hispània i així poder-se concentrar en l'amenaça més propera.
Els romans van cridar als seus aliats a Itàlia per subministrar tropes. El cònsol Luci Emili Pap tenia quatre legions, 22.000 homes en total, a més de 32.000 homes de les tropes aliades, que estaven estacionats majoritàriament a Ariminum. Van situar 54.000 sabins i etruscs a la frontera etrusca, sota el comandament d'un pretor, i van enviar 40.000 umbres, sarsinats, vènets i cenòmans per atacar el territori d'origen dels bois per distreure'ls de la batalla. L'altre cònsol, Gai Atili Règul, tenia un exèrcit de la mateixa mida que la de Pap, però estava estacionat a Sardenya on hi havia una insurrecció. A Roma hi havia una reserva de 21.500 ciutadans i 32.000 aliats, i dos legions de reserva a Sicília i Tàrent.

### Victòria gal·la a Fèsules
Els gals van envair Etrúria i van començar a marxar cap a Roma. Els romans amb les tropes estacionades a la frontera etrusca, es van topar amb ells a Clúsium, a tres dies de Roma, on les dues parts van acampar. Aquella nit, els gals, deixant a la seva cavalleria i els seus focs de campament encesos com un esquer, es van retirar a la ciutat de Fèsules i van organitzar les defenses de la ciutat. Al matí, la cavalleria gala estava a la vista dels romans, que, pensant que l'enemic es retirava, els van perseguir. Els gals, amb l'avantatge de la seva posició, van sortir victoriosos després d'una dura batalla. Sis mil romans van morir i la resta es va refugiar a un turó que els proporcionava una defensa natural.
Aquella nit va arribar Gai Atili Règul, assabentat de la invasió gala, i va acampar a prop. Aneroëstes, davant del nou exèrcit, va persuadir els gals a retirar-se al llarg de la costa etrusca amb el seu botí, descarregar els tresors, els esclaus i els ramats i reiniciar la guerra més tard. Emili Pap, perseguit i assetjat per la rereguarda no veia cap risc d'una batalla campal. L'altre cònsol, Règul, va arribar a Pisa, i es va dirigir cap a Roma. Els seus exploradors van trobar els gals, prop de les farratgeres de Telamó (l'actual Talamone).

## Batalla
Règul va situar les seves tropes en ordre de batalla i van ocupar un turó sobre el camí per on els gals havien de passar. Els gals, sense adonar-se de l'arribada de Règul, van suposar que Luci Emili Pap havia enviat alguns dels seus genets com a avançada, i van decidir enviar a alguns genets i infanteria lleugera contra ells per ocupar el turó, però quan van arribar van veure els romans desplegant la seva infanteria i envoltats, tant per davant com per darrere.
Els gals van posar els gesats i els ínsubres a la part posterior del seu exercit, dirigits contra Pap, i els bois i tauriscs al davant contra Règul. Van protegir les seves ales amb vagons i carros i una petita força que custodiava el botí en un altre turó proper. La batalla pel turó principal va serferotge, i tot i que Pap va enviar cavalleria per ajudar, Règul va morir en la lluita, li van tallar el cap que van portar als dirigents gals. La cavalleria romana va aconseguir prendre possessió del turó.
Els romans avançant en ambdues direccions, llançant una pluja de javelines que va devastar els gesats vulnerables pel darrere, ja que lluitaven nus amb escuts petits. Alguns es va precipitar violentament contra l'enemic i van morir. Altres es van retirar fins a la vora de l'exèrcit gal, cosa que va provocar un desordre entre els seus aliats.
La javelina romana va obligar a retirar a les files, d'infanteria, a maniples. El ínsubres, bois i tauriscs van mantenir la seva posició amb tenacitat, però els escuts romans i les gladius van ser més efectius en combat cos a cos que no pas els escuts més petits de les Gàl·lies i les seves llargues espases, fent que els romans s'imposessin. Finalment, la cavalleria romana va atacar per la part baixa del turó en un dels flancs dels gals, que van sacrificar la seva infanteria i van retirar la cavalleria.
Van morir al voltant de 40.000 gals i 10.000 van ser capturats incloent-hi Concolitanus. Aneroëstes es va escapar amb un petit grup de seguidors, i tots es van suïcidar amb ell. Luci Emili Pap va dur a terme una expedició de càstig en contra dels bois, i més tard va utilitzar el botí que havia arreplegat, en la celebració del seu triomf.